# Gheorghiță Ștefan
Gheorghiță Ștefan (Bucarest, 17 de enero de 1986) es un deportista rumano que compitió en lucha libre.
Participó en los Juegos Olímpicos de Pekín 2008, obteniendo una medalla de bronce en la categoría de 74 kg. Ganó tres medallas de bronce en el Campeonato Europeo de Lucha entre los años 2010 y 2012.

## Palmarés internacional
| Juegos Olímpicos   | Juegos Olímpicos    | Juegos Olímpicos  | Juegos Olímpicos |
| Año                | Lugar               | Medalla           | Categoría        |
| ------------------ | ------------------- | ----------------- | ---------------- |
| 2008               | Pekín (China)       | Medalla de bronce | 74 kg            |
| Campeonato Europeo |                     |                   |                  |
| Año                | Lugar               | Medalla           | Categoría        |
| 2010               | Bakú (Azerbaiyán)   | Medalla de bronce | 84 kg            |
| 2011               | Dortmund (Alemania) | Medalla de bronce | 84 kg            |
| 2012               | Belgrado (Serbia)   | Medalla de bronce | 84 kg            |